# Brisbane International 2009
Il Brisbane International 2009  è stato un torneo professionistico di tennis giocato sul cemento. È stata la 1ª edizione conosciuta come Brisbane International succeduta al torneo Next Generation Adelaide International per gli uomini e al Mondial Australian Women's Hardcourts per le donne. Il Brisbane International 2009 era parte dell'ATP World Tour 250 series dell'ATP World Tour 2009 e della categoria International del WTA Tour 2009.Sia il torneo maschile che quello femminile si sono svolti nell'impianto Tennyson Tennis Centre a Brisbane nella regione di Queensland in Australia dal 4 all'11 gennaio 2009.

## Campioni

### Singolare maschile
Radek Štěpánek ha battuto in finale  Fernando Verdasco con il punteggio di 3–6, 6–3, 6–4

### Singolare femminile
Viktoryja Azaranka ha battuto in finale  Marion Bartoli con il punteggio di 6–3, 6–1

### Doppio maschile
Marc Gicquel /  Jo-Wilfried Tsonga dhanno battuto in finale  Fernando Verdasco /  Miša Zverev con il punteggio di 6–4, 6–3

### Doppio femminile
Anna-Lena Grönefeld /  Vania King def.
 Klaudia Jans-Ignacik /  Alicja Rosolska con il punteggio di 3–6, 7–5, 10–5